# Sefophe
Sefophe – wieś w Botswanie w dystrykcie Central. Według spisu ludności z 2011 roku wieś liczyła 6062 mieszkańców.